# Campionati europei di sollevamento pesi 2025 - 71 kg femminile
Le gare di sollevamento pesi della categoria fino a 71 kg femminile — pesi massimi leggeri — dei campionati europei del 2025 si sono svolte il 17 aprile 2025 a Chișinău presso la Chișinău Arena.

## Programma
L'orario indicato corrisponde a quello moldavo (UTC+03:00)
| Data           | Orario | Evento   |
| -------------- | ------ | -------- |
| 17 aprile 2025 | 09:00  | Gruppo C |
| 17 aprile 2025 | 13:00  | Gruppo B |
| 17 aprile 2025 | 16:00  | Gruppo A |

## Medagliate
Per ciascun esercizio, le prime tre classificate sono le seguenti:
| Esercizio | Oro                        | Oro    | Argento                    | Argento | Bronzo             | Bronzo |
| --------- | -------------------------- | ------ | -------------------------- | ------- | ------------------ | ------ |
| Strappo   | Zarina Gusalova            | 110 kg | Eygló Fanndal Sturludóttir | 109 kg  | Lisa Schweizer     | 108 kg |
| Slancio   | Eygló Fanndal Sturludóttir | 135 kg | Sjuzanna Valodz'ka         | 134 kg  | Zarina Gusalova    | 131 kg |
| Totale    | Eygló Fanndal Sturludóttir | 244 kg | Zarina Gusalova            | 241 kg  | Sjuzanna Valodz'ka | 236 kg |

## Record
Prima di questa competizione, i record mondiali ed europei esistenti erano i seguenti:
| Record mondiale | Strappo | Angie Palacios   | 121 kg | L'Avana, Cuba        | 14 luglio 2023    |
| Record mondiale | Slancio | Song Kuk-hyang   | 154 kg | Tashkent, Uzbekistan | 7 febbraio 2024   |
| Record mondiale | Totale  | Liao Guifang     | 273 kg | Riad, Arabia Saudita | 13 settembre 2023 |
| Record europeo  | Strappo | Loredana Toma    | 119 kg | Bogotà, Colombia     | 12 dicembre 2022  |
| Record europeo  | Slancio | Europeo standard | 145 kg | —                    | 1º novembre 2018  |
| Record europeo  | Totale  | Europeo standard | 260 kg | —                    | 1º novembre 2018  |

## Risultati
| Pos. | Atleta                           | Gr. | Peso atleta | Strappo (kg) | Strappo (kg) | Strappo (kg) | Strappo (kg) | Slancio (kg) | Slancio (kg) | Slancio (kg) | Slancio (kg) | Totale   |
| Pos. | Atleta                           | Gr. | Peso atleta | 1            | 2            | 3            | Pos.         | 1            | 2            | 3            | Pos.         | Totale   |
| ---- | -------------------------------- | --- | ----------- | ------------ | ------------ | ------------ | ------------ | ------------ | ------------ | ------------ | ------------ | -------- |
|      | Eygló Fanndal Sturludóttir (ISL) | A   | 71.00       | 103          | 106          | 109          |              | 129          | 133          | 135          |              | 244      |
|      | Zarina Gusalova (AIN)            | A   | 70.80       | 105          | 108          | 110          |              | 127          | 131          | 134          |              | 241      |
|      | Sjuzanna Valodz'ka (AIN)         | A   | 70.55       | 101          | 101          | 102          | 5            | 128          | 131          | 134          |              | 236      |
| 4    | Janette Ylisoini (FIN)           | A   | 70.90       | 100          | 103          | 107          | 4            | 125          | 130          | 130          | 5            | 232      |
| 5    | Lisa Schweizer (GER)             | A   | 70.75       | 102          | 106          | 108          |              | 118          | 122          | 125          | 6            | 230      |
| 6    | Line Gude (DEN)                  | A   | 69.80       | 95           | 99           | 100          | 10           | 120          | 126          | 132          | 4            | 221      |
| 7    | Jennifer Andersson (SWE)         | A   | 68.90       | 95           | 98           | 98           | 7            | 116          | 120          | 123          | 8            | 218      |
| 8    | Garoa Martínez (ESP)             | A   | 67.60       | 94           | 98           | 100          | 6            | 118          | 122          | 122          | 9            | 216      |
| 9    | Erin Barton (GBR)                | A   | 70.35       | 91           | 91           | 94           | 12           | 121          | 125          | 126          | 7            | 215      |
| 10   | Laurene Fauvel (FRA)             | B   | 68.00       | 91           | 94           | 97           | 9            | 114          | 118          | 119          | 12           | 211      |
| 11   | Lijana Jakaitė (LTU)             | B   | 70.95       | 93           | 97           | 99           | 8            | 114          | 119          | 119          | 13           | 211      |
| 12   | Aino Luostarinen (FIN)           | B   | 70.70       | 90           | 91           | 94           | 11           | 115          | 120          | 120          | 10           | 209      |
| 13   | Julia Loen (NOR)                 | B   | 70.70       | 89           | 92           | 92           | 13           | 108          | 111          | 114          | 13           | 200      |
| 14   | Mirjam von Rohr (SUI)            | B   | 69.50       | 80           | 85           | 90           | 19           | 108          | 115          | 118          | 11           | 200      |
| 15   | Gina McMonagle (IRL)             | C   | 67.95       | 82           | 85           | 87           | 16           | 107          | 110          | 112          | 15           | 197      |
| 16   | Natália Hušťavová (SVK)          | C   | 67.50       | 83           | 86           | 88           | 17           | 105          | 105          | 109          | 16           | 195      |
| 17   | Despoina Polaktsidou (GRE)       | B   | 70.30       | 88           | 88           | 91           | 14           | 107          | 107          | 111          | 19           | 195      |
| 18   | Wiktoria Gierczuk (POL)          | B   | 70.70       | 88           | 88           | 91           | 15           | 103          | 106          | 108          | 20           | 194      |
| 19   | Alina Novak (AUT)                | B   | 69.75       | 83           | 86           | 89           | 18           | 103          | 107          | 110          | 18           | 193      |
| 20   | Lucie Minarová (CZE)             | C   | 69.90       | 75           | 80           | 80           | 21           | 97           | 101          | 102          | 21           | 172      |
| 21   | Barbara Maljković (CRO)          | C   | 68.35       | 72           | 75           | 78           | 22           | 95           | —            | —            | 22           | 170      |
| 22   | Emilia Wodzka (POL)              | C   | 66.75       | 73           | 74           | 77           | 23           | 85           | 88           | 88           | 23           | 159      |
| —    | Dalit Kugel (IRL)                | B   | 70.50       | 88           | 88           | 90           | —            | 107          | 111          | 111          | 17           | —        |
| —    | Senna Vanmechele (BEL)           | C   | 70.50       | 79           | 82           | 84           | 20           | 98           | 98           | 101          | —            | —        |
| —    | Giulia Miserendino (ITA)         | A   | ritirata    | ritirata     | ritirata     | ritirata     | ritirata     | ritirata     | ritirata     | ritirata     | ritirata     | ritirata |